# Fritz-Schumacher-Siedlung

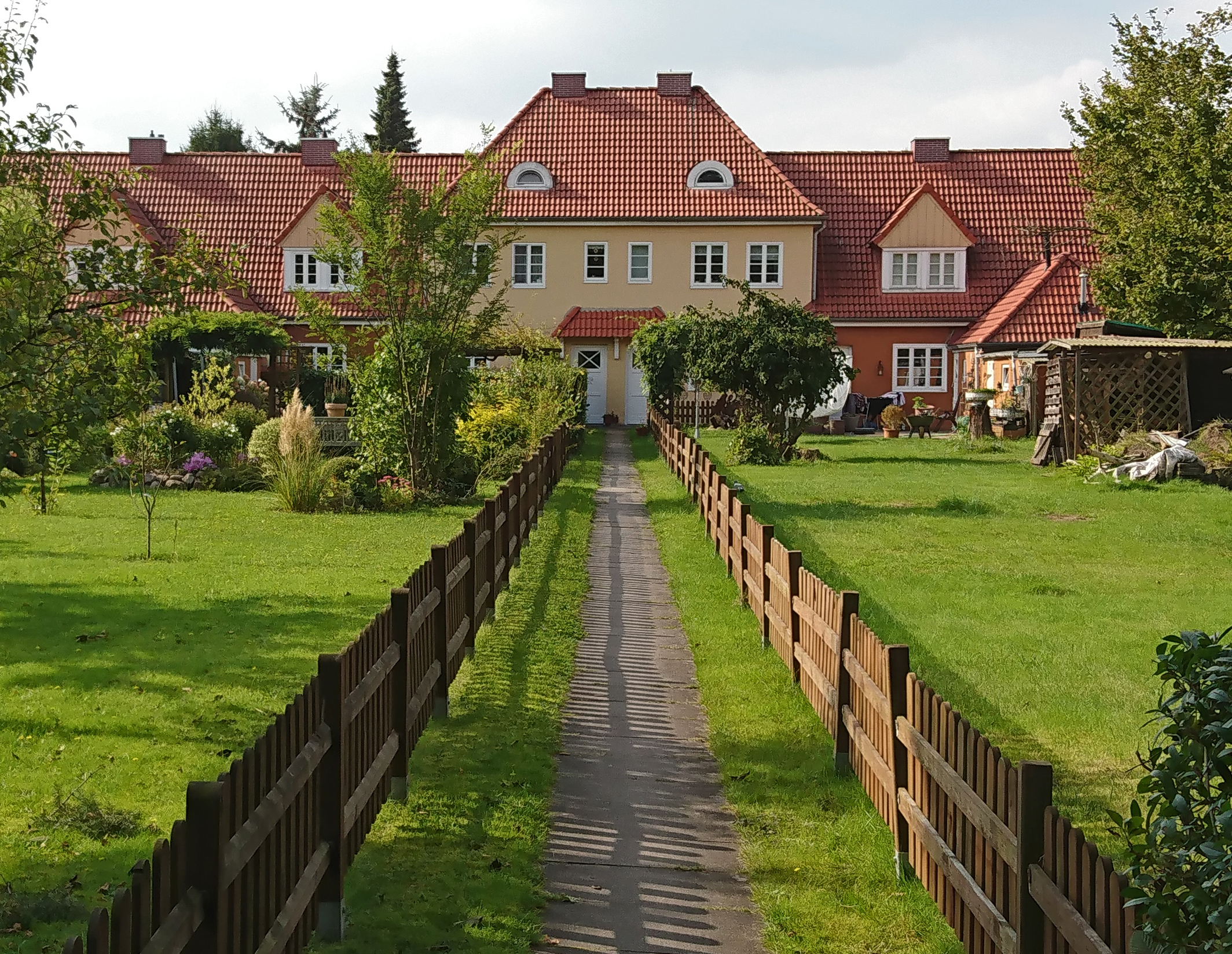
Typische Gartenansicht,
hier an der Tangstedter Landstraße

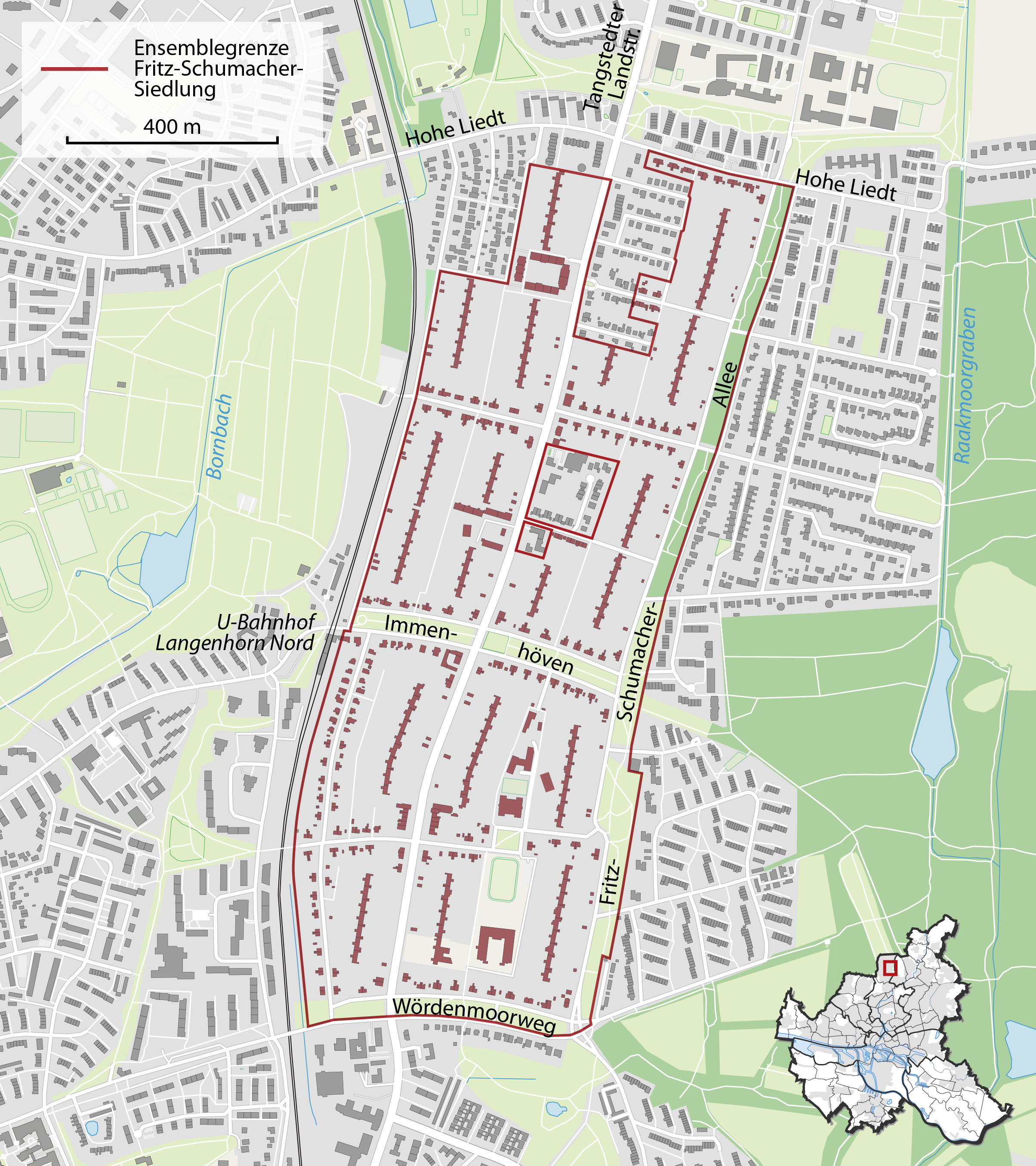
Grenzen des denkmalgeschützten Siedlungsteils

Die Fritz-Schumacher-Siedlung ist eine im Hamburger Stadtteil Langenhorn gelegene Siedlung, die von 1919 bis 1921 unter der Leitung Fritz Schumachers errichtet wurde. Sie ist mit knapp 660 Häusern die größte geschlossene Reihen- und Doppelhaussiedlung der 1920er-Jahre in Hamburg und dort eines der bedeutenden Siedlungsprojekte jener Zeit. Sie ist ein von der Gartenstadtidee beeinflusstes Projekt, das preiswertes Wohnen im Grünen mit der Möglichkeit zur teilweisen Selbstversorgung ihrer Bewohner ermöglichen sollte.

## Lage
Die auf ganzer Länge durch die Tangstedter Landstraße erschlossene Siedlung begrenzt im Norden die Straße Hohe Liedt, im Osten die Fritz-Schumacher-Allee und der Raakmoor-Grünzug, im Süden der Wördenmoorweg. Die Westgrenze bildet durchgängig die U-Bahn-Strecke von Langenhorn nach Norderstedt. Die Mitte der Siedlung befindet sich ungefähr an der Kreuzung der Tangstedter Landstraße mit der zu einem parkähnlichen Grünzug ausgebauten Straße Immenhöven. Hier ist auch an zentraler Stelle der Zugang zum U-Bahnhof Langenhorn Nord möglich.

## Geschichte
Aufgrund der nach dem Ersten Weltkrieg schlechten Lage auf dem Wohnungsmarkt plante die Stadt Hamburg ein großes eigenes Siedlungsvorhaben, das hauptsächlich für kinderreiche Familien und Kriegsheimkehrer sowie Kriegsversehrte vorgesehen war. Auf damaligem Hamburger Grund stand für eine Siedlung der gewünschten Größenordnung nur noch in Langenhorn ausreichend Fläche zur Verfügung, daher bekam das Projekt auch den Namen Kleinhaussiedlung Langenhorn. Nahezu 100 ha Grundstücke in unmittelbarer Nähe der teilweise bereits im Betrieb befindlichen Langenhorner Bahn wurden gegen eine angemessene Entschädigungszahlung enteignet und erschlossen. Der Betrieb der Langenhorner Bahn war eine wichtige Voraussetzung für den Bau, denn über sie konnten zunächst Baumaterial und Arbeitskräfte transportiert werden und nach der vollständigen Elektrifizierung im Jahre 1921 die Bewohner komfortabel die Hamburger Innenstadt erreichen.
Das Gelände war überwiegend Moor und Heide, im nördlichen Teil lag eine etwa 8 m hohe Binnendüne, die „Hohe Liedt“, deren Namen heute noch die nördliche Begrenzungsstraße der Siedlung trägt. Die Düne wurde abgetragen und mit ihrem Sand die sumpfigen Teile des Geländes verfüllt.
Geld- und Rohstoffmangel der Zeit unmittelbar nach dem Ersten Weltkrieg sowie der hohe Grundwasserstand auf dem Gelände erschwerten die Realisierung. Daher fiel die Qualität und Ausstattung der Häuser sehr einfach aus. Teilweise wurden die Gebäude in Lehmbauweise errichtet, Hohlräume mit Hochofenschlacken gefüllt und Fundamente durch Munitionskästen verstärkt. Selbst ortstypische Backsteinfassaden konnten zur Bauzeit nicht realisiert werden. Insgesamt betrachtet experimentierte Schumacher aus der Not heraus mit einer Vielzahl damals bekannter Ersatzbauweisen. Auf Bäder sowie Toiletten mit Wasserspülung wurde zur Kosten- und Materialersparnis verzichtet, einen Abwasseranschluss erhielt die Siedlung erst in den Jahren 1928 bis 1931. Aufgrund der verwendeten Baumaterialien ging man von einer Nutzungsdauer der Häuser von nur 50 Jahren aus. Die ursprüngliche Farbgestaltung der Häuser ging auf den Maler, Graphiker und Raumgestalter Otto Fischer-Trachau (1878–1958) zurück, der sich für starke Erdtöne entschied.
Die ersten Häuser waren 1920 bezugsfertig. Insgesamt wurden 84,5 ha bebaut. Der überwiegende Teil der Gebäude (484 Stück) entfällt auf Reihenhäuser, die einheitlich von Schumacher geplant wurden. Alle weiteren Hausgruppen stammen teilweise von Schumacher und teilweise von anderen Architekten, wodurch sich die deutlichen Unterschiede in Fassadengestaltung und Dachform erklären. Die Reihenhäuser sind in Nord-Süd-Ausrichtung annähernd parallel zur Tangstedter Landstraße angeordnet. Die Doppelhäuser bilden von Ost nach West ausgerichtete Ketten entlang der Querstraßen. Sie wurden überwiegend erst nach Ende der Inflationszeit errichtet und standen anders als die Reihenhäuser nicht auf Staatsland, sondern auf Erbbaurechts-Grundstücken.
Im Zweiten Weltkrieg blieb die Siedlung von Schäden weitgehend verschont. Daher war sie in der Nachkriegszeit durch viele wohnungslose Hamburger vollkommen überbelegt.
Schon 1924 und ein zweites Mal 1933 waren von den Bewohnern Baumängel wie feuchte Keller und Wände, schlecht isolierte Fenster, schwach ausgeführte Zwischenwände und Decken und die schlechten Heizmöglichkeiten kritisiert worden. Ab den 1960er-Jahren zeigte sich starker Sanierungsbedarf der Bausubstanz, zeitweise würde über einen großflächigen Abriss der Siedlung nachgedacht. Die Bewohner investierten jedoch viel Eigenleistungen und konnten die Häuser dadurch kostengünstig instand setzen und den Fortbestand der Siedlung sichern. Bis heute erfolgen viele Arbeiten direkt durch die Mieter und auf deren Kosten, für andere Arbeiten werden den Mietern nur die Baumaterialien zur Verfügung gestellt.
Im Jahr 1951 erhielt die Siedlung offiziell den Namen Fritz-Schumacher-Siedlung. Die Lebensumstände der Bewohner veränderten sich im Zuge des Wachstums der Stadt Hamburg und der zunehmenden Motorisierung, daher wurden in immer mehr Gärten Stellplätze für Kraftfahrzeuge geschaffen. 1962 errichtete man innerhalb der Siedlung ein Altersheim, das 2003 erweitert wurde.
Eine Kirche innerhalb oder in unmittelbarer Nähe der Siedlung wurde bis zum Zweiten Weltkrieg von der Mehrzahl der Bewohner abgelehnt. Erst nach dem Krieg entstand 1954 die heutige Broder-Hinrick-Kirche an der Tangstedter Landstraße.

## Wohnkonzept
Der Charakter der Siedlung wird durch die 19 Reihenhauszeilen bestimmt. Diese sind bis zu 200 m lang, nie höher als 2 Stockwerke und durch regelmäßige Höhenstaffelungen, Dacherker und hervorgehobene Mittelbauten gegliedert. Die Ausrichtung der Häuserzeilen konnte so gewählt werden, dass Wohnräume und Terrassen nach Westen zur Sonne ausgerichtet sind. Die Wohnflächen der Häuser liegen zwischen 75 und 80 m², ursprünglich hatte jede Wohnung eine Wohnküche, einen kleinen Wirtschaftsraum und vier Zimmer, von denen keines größer als 16 m² war.
Die den Häusern zugeordneten, mit 650 m² Fläche sehr großzügigen, Gärten sind ein wichtiger Bestandteil des Konzeptes, da sie einerseits die Versorgung der Bewohner mit Nahrungsmitteln unterstützen und andererseits in der Anfangszeit die Abwässer der Häuser aufnehmen sollten. Schumacher ordnete die Gärten auf beiden Seiten der Häuserzeilen an, um trotz der geringen möglichen Breite eine „gartentechnisch brauchbare Grundstücksform“ und damit eine ausreichende Gartenfläche für jede Wohneinheit zu bekommen. Zusätzlich verfügte jedes Reihenhaus über einen kleinen Anbau, der ursprünglich als Stall für Haustiere gedacht war, in den aber nach dem Anschluss an das Hamburger Sielnetz die Sanitäranlagen eingebaut wurden. Für jeden Garten stellte die Verwaltung den Bewohnern drei Obstbäume verschiedener Typen zur Verfügung und achtete darauf, dass diese gepflegt wurden und erhalten blieben. Zur Förderung des Gartenbaus wurde 1922 eine eigene Wirtschaftsgenossenschaft gegründet, die die Bewohner mit Ausbildung, Gartengeräten, Saatgut und Setzlingen unterstützte.
Alle Wohnungen besitzen eigene ebenerdige Zugänge, die Wohnküchen bilden den zentralen Aufenthaltsraum. In Schumachers Konzept war diese Wohnküche der einzige vollständig beheizbare Raum, von dem aus sich die Warmluft über die restliche Wohnung verbreiten sollte. Gerade in diesem Punkt gab es von Beginn an besonders viele Klagen der Bewohner, weil es für die Räume im Erdgeschoss nur eine niedrige Temperatur zuließ und für die Räume im oberen Geschoss nur Frostfreiheit garantieren konnte. Dieses Heizkonzept entsprach daher schon sehr bald nicht mehr den gestiegenen zeittypischen Ansprüchen, weshalb die Heizungen durch Öfen in den Wohnzimmern ergänzt wurden.
Gemeinschaftliche Einrichtungen waren an vier Stellen der Siedlung geplant. Unter anderem war eine Schule, zwei Zentren zur Nahversorgung und ein zentrales Gebäude für Siedlungsverwaltung, Polizei, Feuerwehr und Post vorgesehen. Davon wurde nur die Ladenzeile an der Kreuzung Tangstedter Landstraße / Timmerloh sowie die heutige Fritz-Schumacher-Schule realisiert. Die Bedeutung der Schule für Schumachers Konzept spiegelt sich auch darin wider, dass er innerhalb der Siedlung ausdrücklich Lehrerwohnungen, die ein Zimmer mehr als üblich besaßen, errichten ließ. Die Schule und die dort arbeitenden Lehrer waren für ihn ein integraler Bestandteil der Siedlung. Als Erweiterung der Gemeinschaftseinrichtungen entstand 1935 am nördlichen Rand der Siedlung ein Freibad, das noch bis heute wenig verändert fortbesteht.

## Siedlergemeinschaft
Die Auswahl der ursprünglichen Bewohner erfolgte durch die Stadtverwaltung nach den Grundsätzen, dass kinderreiche Familien sowie Kriegsheimkehrer bevorzugt werden sollten. Der überwiegende Teil waren daher entweder Handwerker, Angestellte oder Beamte mit kleinem Einkommen sowie Angehörige der aufstrebenden Arbeiterschaft. Schon 1920 schlossen sich die seit damals „Börner“ genannten Bewohner zu einer Siedlergemeinschaft zusammen, die an allen Fragen der Verwaltung beteiligt war. Die Siedlergemeinschaft unterstützte den Alltag ihrer Mitglieder mit einer Vielzahl von sozialen Aktivitäten und einem Hilfswerk.
Von ihrer sozialen Herkunft her stand ein Großteil der Bewohner am Beginn der 1930er-Jahre politisch links. Mit Beginn der Zeit des Nationalsozialismus sollte diese politische Ansicht verdrängt werden. Die Siedlergemeinschaft wurde aufgelöst, die Verwaltung wurde zentralisiert. Ungefähr 50 Familien mussten aus politischen Gründen die Siedlung verlassen, ihre Wohnungen wurden an NSDAP-Mitglieder vergeben. Trotzdem blieb die Siedlung politisch unruhig, es kam in den Folgejahren immer wieder zu Verhaftungswellen, weitere 73 Personen kamen in Gefängnisse oder Konzentrationslager, die Lehrerschaft der Schule wurde unter ideologischen Gesichtspunkten ausgetauscht.

## Eigentumsverhältnisse
Eigentümerin des Geländes ist die Stadt Hamburg. Verwalter und Vermieter der Siedlung war ab 1920 die vollständig in Hamburger Besitz befindliche „Hamburger Heimstätten Gemeinschaft GmbH“, nach Ende des Zweiten Weltkrieges bis 1989 die SAGA. Von dieser übernahm eine neu gegründete Genossenschaft die Verwaltung und Vermietung der Siedlung.

## Denkmalschutz
Nachdem Hamburg 1971 das Instrument des Milieuschutzes eingeführt hatte, wurde die Fritz-Schumacher-Siedlung recht schnell im Jahre 1975 ebenfalls unter diesen Schutz gestellt. Bis zur Mitte der 1990er-Jahre führten die Bewohner diverse uneinheitliche Modernisierungen in Eigenregie durch. Das Erscheinungsbild der Siedlung ließ es kaum noch zu, sie als Kulturdenkmal zu betrachten. Allerdings erfolgte beständig eine durch die Genossenschaft gesteuerte Wiederangleichung an den ursprünglichen Zustand. Ab 2006 gab es eine Erhaltungsverordnung, die Vorgaben für die Fassadengestaltung machte, mit der Neufassung des Hamburger Denkmalschutzgesetzes im Jahre 2013 kam die Siedlung unter Denkmalschutz.

## Fotografien und Karte
Koordinaten: 53° 39′ 22″ N, 10° 1′ 10″ O

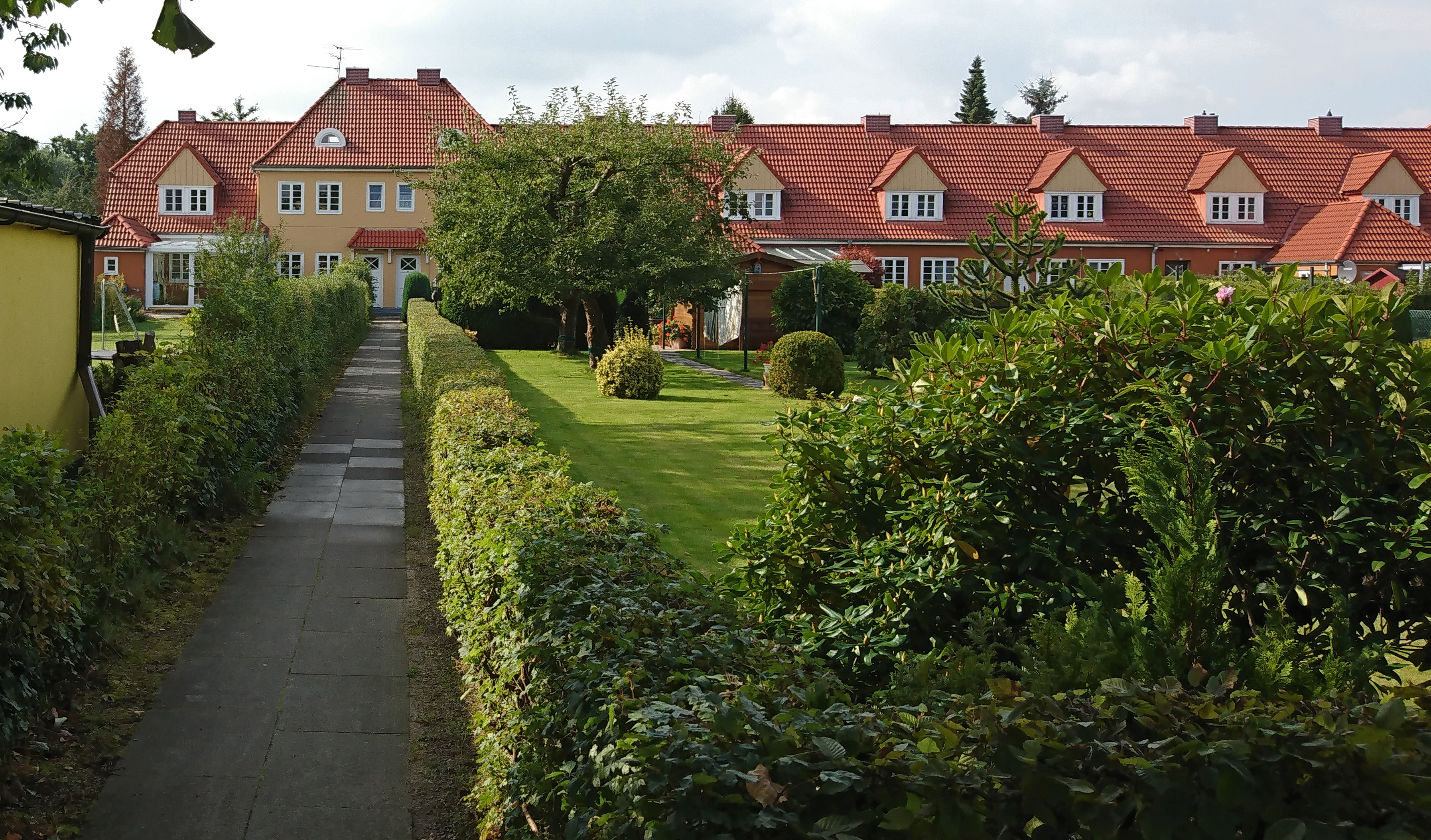
Reihenhauszeile
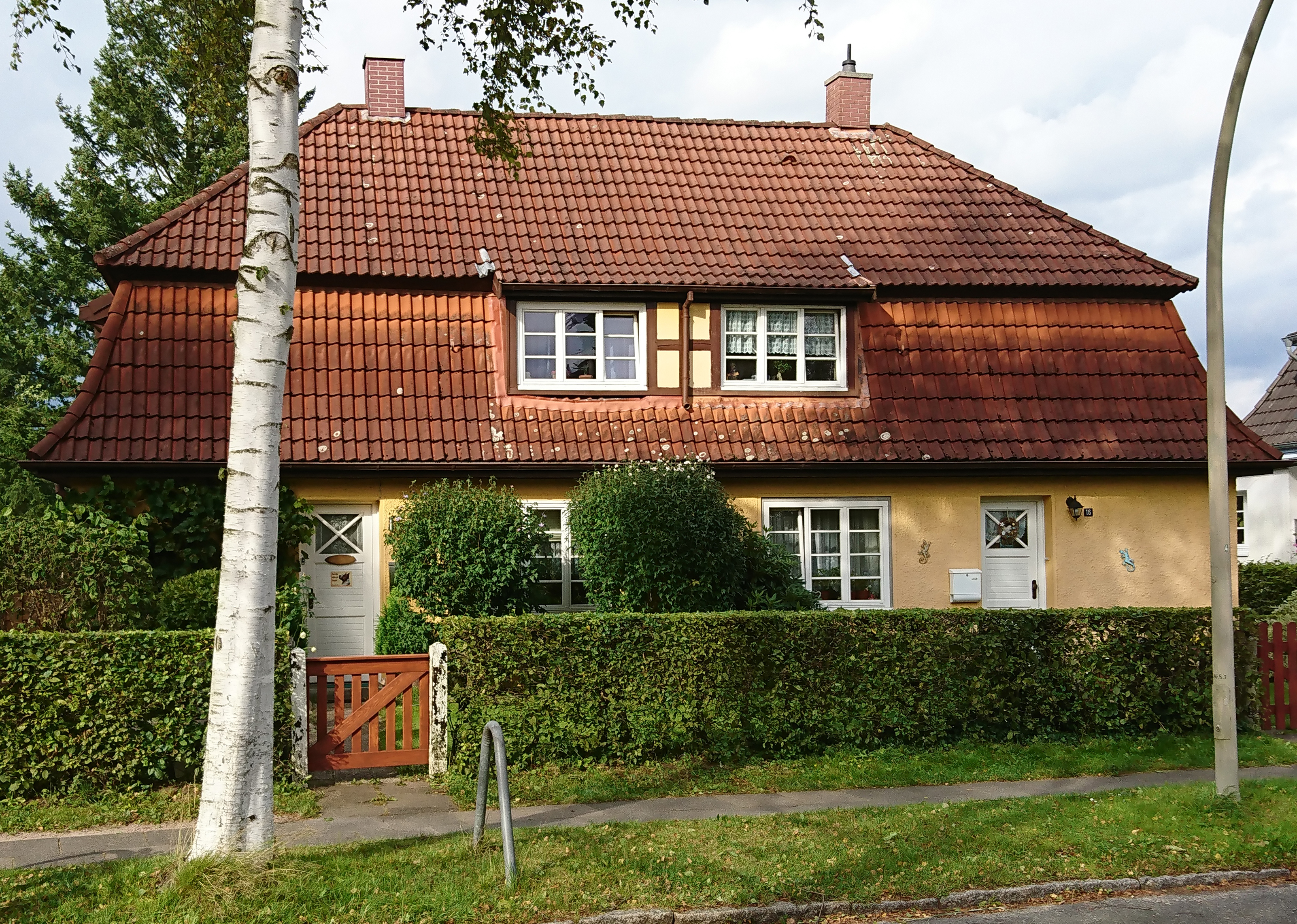
Doppelhaus
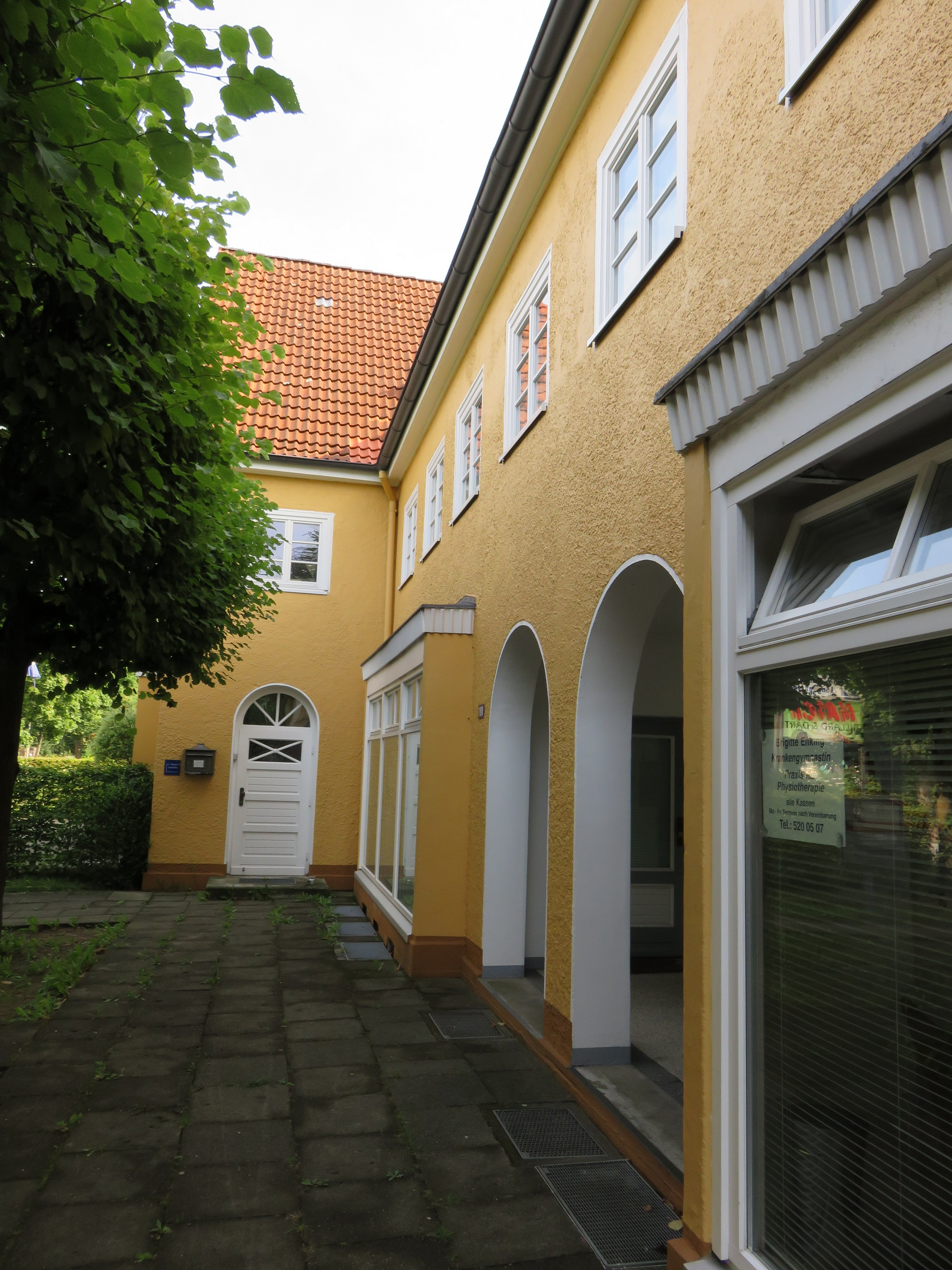
Ladenzeile an der Tangstedter Landstraße

## Persönlichkeiten
- Wolf Biermann (* 1936), deutscher Liedermacher und Lyriker, wohnte, nach der Ausbombung 1943 in Hammerbrook, mit seiner Mutter im Laukamp 10.
- Holger Börnsen (1931–2019), deutscher Grafiker, Zeichner, Maler und Illustrator, wurde in der Tangstedter Landstraße 225 geboren und wuchs dort auf.
- Johannes Böse (1879–1955), deutscher Pädagoge und Kunstförderer, Lehrer an der Fritz-Schumacher-Schule und Gründer der Griffelkunst-Vereinigung wohnte Timmerloh 25.
- Carl Burmester (1905–nach 1945), deutscher Widerstandskämpfer, wohnte in der Siedlung.
- Agnes Gierck (1886–1944), deutsche Widerstandskämpferin, wohnte mit ihrer Familie im Wattkorn 8.
- Bruno Lauenroth (1906–1971), deutscher Widerstandskämpfer, wohnte in der Straße Immenhöven 32.
- Walter Schmedemann (1901–1976), deutscher Politiker (SPD), Hamburger Gesundheitssenator, wohnte Borner Stieg 28.
- Herbert Spangenberg (1907–1984), deutscher Maler, wohnte eine Zeit lang Timmerloh 7.
- Willi Tessmann (1908–1948), deutscher Polizist und Kommandant des Polizeigefängnisses Hamburg-Fuhlsbüttel, wohnte bis zu seiner Verhaftung mit seiner Familie in der Tangstedter Landstraße 227.
- Max Weiss (1884–1954), deutscher Maler und Grafiker, wohnte und druckte im Laukamp 8.
- Gerd Schulze, Irmgard Meggers, Arthur Koß, Karl Reese, Carl Suhling und Adele Rühl, die auf der Liste der Stolpersteine in Hamburg-Langenhorn aufgeführt sind, wohnten ebenfalls in der Siedlung.